# Castelnuovo del Garda

Lage der Gemeinde Castelnuovo del Garda in der Provinz Verona

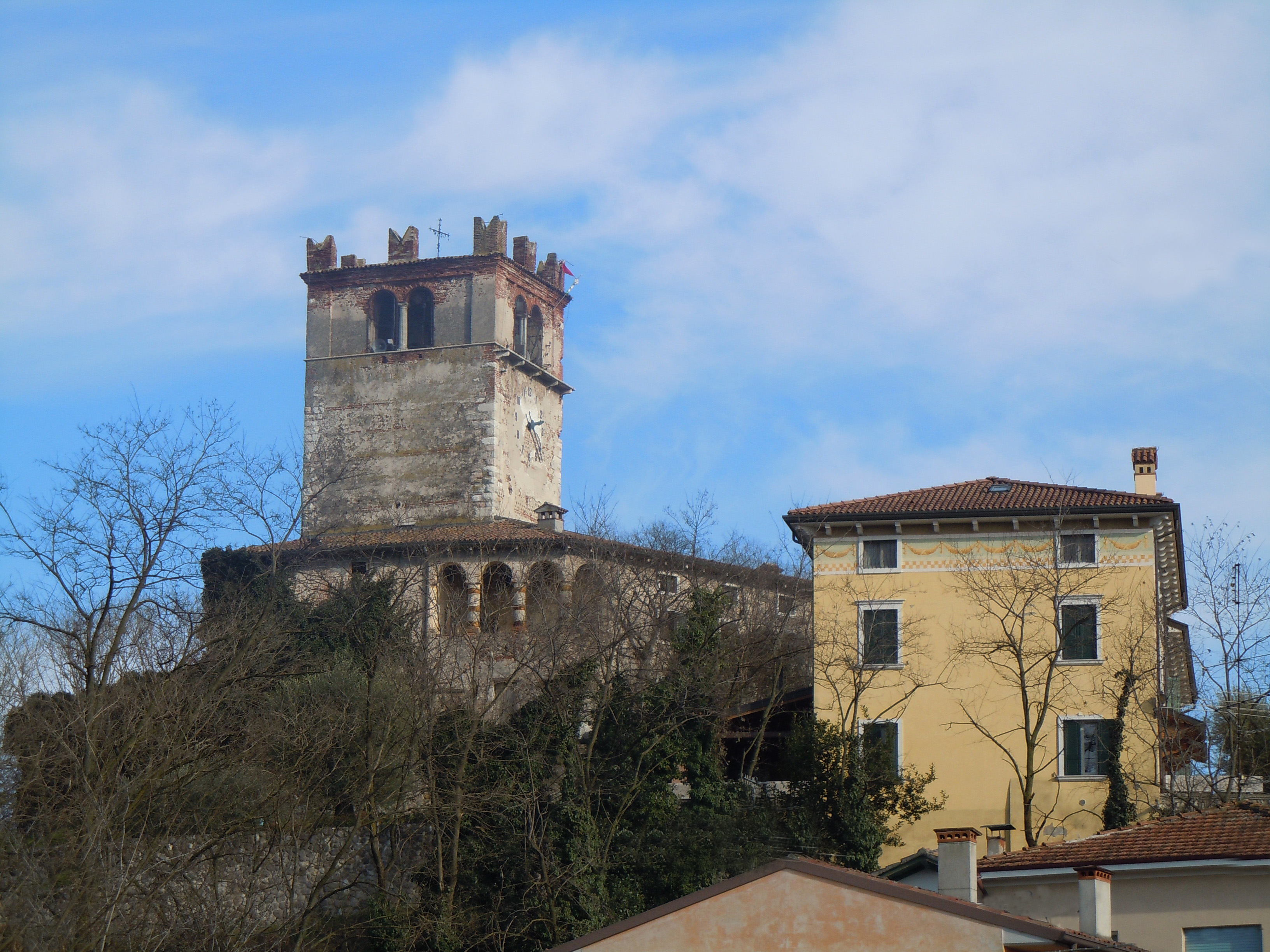
Die Festung

Castelnuovo del Garda  ist eine Gemeinde mit 13.230 Einwohnern (Stand 31. Dezember 2023) am Gardasee in der italienischen Provinz Verona, Region Venetien. Die Gemeinde grenzt an die Provinz Brescia.
Die Nachbargemeinden sind Bussolengo, Lazise, Peschiera del Garda, Sirmione (BS), Sona und Valeggio sul Mincio.

## Freizeitparks
Zwischen Castelnuovo und Peschiera del Garda befinden sich am Ufer des Gardasees folgende Freizeitparks:
- Gardaland
- Sea Life Centre
- Canevaworld

## Persönlichkeiten
- Giuseppe Pancera (1901–1977), Radrennfahrer
- Tiziano Zullo (* 1952), Radrennfahrer und Hersteller von Fahrradrahmen

## Städtepartnerschaften
- Trebnje, seit 2001